# HD 57852
HD 57852，又名CP-52 1153，SAO 235110、HR 2813，是一颗恒星，视星等为6.05，位于銀經263.57，銀緯-17，其B1900.0坐标为赤經7h 17m 56.7s，赤緯-52° -17′ 37″。